# Henry Bolton (homme politique britannique)
Pour les articles homonymes, voir Henry Bolton et Bolton.
Henry Bolton, né le 2 mars 1963 à Nairobi, est un homme politique britannique, membre du Parti pour l'indépendance du Royaume-Uni (UKIP) dont il est le chef de septembre 2017 à février 2018.

## Biographie
Membre des Libéraux-démocrates à partir de 1999, il les quitte en 2014 pour rejoindre le Parti pour l'indépendance du Royaume-Uni (UKIP) dont il est élu chef le 29 septembre 2017 avec 29,9 % des voix. Lors d'un congrès extraordinaire le 17 février 2018, il est démis de ses fonctions par 63 % des suffrages lors d'un vote des adhérents du parti en raison de propos racistes tenus par Jo Marney, son ancienne compagne, à l'encontre de Meghan Markle, fiancée du prince Harry. 